# Joanna Cameron
Joanna Kara Cameron (Aspen, 20 de setembro de 1951 — Oahu, 15 de outubro de 2021) mais conhecida como Joanna Cameron (eventualmente creditada como JoAnna Cameron) foi uma atriz e modelo norte-americana.
Joanna frequentou a Universidade da Califórnia e foi descoberta por Bob Hope.
Joanna tornou-se conhecida por protagonizar as telesséries A Poderosa Ísis e O Homem-Aranha. A Poderosa Isis’ foi a primeira série de TV em live action com uma super-heroína como personagem principal.
Ela também foi apresentadora da Navy Network, uma série de TV produzida pela Marinha dos Estados Unidos sobre aspectos da vida naval, e dirigiu um comercial para a Academia Naval intitulado Razor Sharp.
No final da década de 1970, Cameron foi citada no Livro Guinness de Recordes Mundiais como a pessoas que mais apareceu em comerciais de TV (105).
Joanna era uma das opções mais prováveis para protagonizar Love Story (1970). O papel acabou ficando com Ali MacGraw, que se lançou para o estrelato. 

## Trabalhos no cinema
- How to Commit Marriage (1969) .... Nancy Benson
- I Love My Wife (1970) .... Nurse Sharon
- B.S. I Love You (1971) .... Marilyn/Michelle
- Pretty Maids All in a Row (1971) .... Yvonne Millick

## Trabalhos na TV
- Great American Beauty Contest (1973) .... Gloria Rockwell
- A Time for Love (1973)
- Sorority Kill (1974)
- Night Games (1974) .... Thelma Lattimer
- Columbo: Negative Reaction (1974) .... Lorna McGrath
- It Couldn't Happen to a Nicer Guy (1974) .... Wanda Olivia Wellman
- The Secrets of Isis (1975-1976) .... Andrea Thomas (Poderosa ísis)
- High Risk (1976) .... Sandra
- Swan Song (1980) .... Karen